# Крісті Пую
Крісті Пую (рум. Cristi Puiu; нар. 3 квітня 1967, Бухарест, Румунія) — румунський кінорежисер і сценарист.

## Фільмографія
- 2001 —Товар і гроші
- 2004 — Блок Кента і пакет кави
- 2005 — Смерть пана Лазареску
- 2010 — Аврора
- 2014 — Мости Сараєва
- 2016 — Сьєраневада